# Esmaltado de la plata
El esmaltado de la plata es una técnica de trabajo de este metal que se desarrolló durante la época del Virreinato del Perú y que consiste en colorear a fuego la plata por medio de esmaltes de colores minerales que combinan con la ornamentación.
Esta técnica es netamente europea muy usada desde la Edad Media y se sigue utilizando en muchas partes, inclusive en el Perú.